# Odontolabis siva siva
Odontolabis siva siva es una subespecie de coleóptero de la familia Lucanidae.

## Distribución geográfica
Habita en la India, Nepal, Bután, Tailandia, Vietnam, Laos y China.